# Daniel Donzelli
Daniel Donzelli (Cremona, 28 settembre 1996) è un cestista italiano.

## Carriera

### Club
Cresciuto cestisticamente tra le giovanili di Cremona e Casalpusterlengo (con cui vince il campionato nazionale U19 nel 2014), esordisce tra i professionisti con questi ultimi, giocando 66 partite in quattro stagioni tra DNA e Serie A2. Il 2 luglio del 2016, a seguito dello spostamento della squadra a Piacenza, firma con il New Basket Brindisi in Serie A, esordendo il 2 ottobre nel match casalingo vinto contro l'Aquila Basket Trento. Dopo due stagioni e poco spazio, il 10 luglio 2018 viene girato in prestito alla Pallacanestro Forlì 2.015. Il 4 luglio 2019 firma alla Pallacanestro Biella in A2. Il 30 giugno del 2020 si trasferisce alla JB Monferrato firmando un accordo biennale. Per la stagione 2021/2022 firma un contratto con la Bakery Basket Piacenza.

### Nazionale
Con le nazionali giovanili ha preso parte agli Europei Under-16 di Lituania e Lettonia nel 2012 (giocato a 13,8 punti e 9,3 rimbalzi di media), agli Europei Under-18 di Lettonia nel 2013 e agli Europei Under-20 di Finlandia nel 2016. Inoltre con l'Italia under 18, ha vinto nel 2014 il Torneo "Albert Schweitzer" svoltosi a Mannheim (14,9 punti di media per lui).

## Statistiche

### Regular season
| Stagione        | Squadra                   | Competizione    | Partite | Partite | Partite | Statistiche tiro | Statistiche tiro | Statistiche tiro | Altre statistiche | Altre statistiche | Altre statistiche | Altre statistiche | Altre statistiche |
| Stagione        | Squadra                   | Competizione    | Pres.   | Titol.  | Minuti  | Tiri da 2        | Tiri da 3        | Liberi           | Rimb.             | Assist            | Rubate            | Stopp.            | Punti             |
| --------------- | ------------------------- | --------------- | ------- | ------- | ------- | ---------------- | ---------------- | ---------------- | ----------------- | ----------------- | ----------------- | ----------------- | ----------------- |
| 2012-2013       | U.C.C.                    | DNA             | 2       | 0       | 4       | 0/1              | 0/0              | 0/0              | 1                 | 0                 | 1                 | 0                 | 0                 |
| 2013-2014       | U.C.C.                    | DNA Silver      | 20      | 0       | 194     | 6/27             | 3/14             | 21/26            | 30                | 8                 | 6                 | 6                 | 42                |
| 2014-2015       | U.C.C.                    | Serie A2        | 22      | 5       | 353     | 23/42            | 13/46            | 13/24            | 44                | 17                | 11                | 3                 | 98                |
| 2015-2016       | U.C.C.                    | Serie A2        | 17      | 0       | 127     | 3/4              | 0/7              | 4/6              | 17                | 3                 | 6                 | 3                 | 10                |
| 2016-2017       | New Basket Brindisi       | Serie A         | 10      | 1       | 74      | 3/9              | 1/8              | 3/5              | 17                | 4                 | 3                 | 3                 | 12                |
| 2017-2018       | New Basket Brindisi       | Serie A         | 11      | 2       | 97      | 2/8              | 2/6              | 1/3              | 15                | 3                 | 5                 | 2                 | 11                |
| 2018-2019       | Pallacanestro Forlì 2.015 | Serie A2        | 23      | 11      | 508     | 44/79            | 10/46            | 35/47            | 117               | 22                | 23                | 13                | 153               |
| Totale carriera | Totale carriera           | Totale carriera | 105     | 19      | 1343    | 81/170           | 29/127           | 77/111           | 241               | 57                | 55                | 30                | 326               |

### Play-off
| Stagione        | Squadra                   | Competizione    | Partite | Partite | Partite | Statistiche tiro | Statistiche tiro | Statistiche tiro | Altre statistiche | Altre statistiche | Altre statistiche | Altre statistiche | Altre statistiche |
| Stagione        | Squadra                   | Competizione    | Pres.   | Titol.  | Minuti  | Tiri da 2        | Tiri da 3        | Liberi           | Rimb.             | Assist            | Rubate            | Stopp.            | Punti             |
| --------------- | ------------------------- | --------------- | ------- | ------- | ------- | ---------------- | ---------------- | ---------------- | ----------------- | ----------------- | ----------------- | ----------------- | ----------------- |
| 2014            | U.C.C.                    | DNA Silver      | 7       | 0       | 53      | 2/7              | 2/7              | 5/6              | 12                | 3                 | 1                 | 1                 | 15                |
| 2019            | Pallacanestro Forlì 2.015 | Serie A2        | 5       | 5       | 95      | 6/13             | 2/7              | 2/2              | 20                | 7                 | 2                 | 1                 | 20                |
| Totale carriera | Totale carriera           | Totale carriera | 12      | 5       | 148     | 8/20             | 4/14             | 7/8              | 32                | 10                | 3                 | 2                 | 35                |

### Coppe nazionali
| Stagione        | Squadra             | Competizione    | Partite | Partite | Partite | Statistiche tiro | Statistiche tiro | Statistiche tiro | Altre statistiche | Altre statistiche | Altre statistiche | Altre statistiche | Altre statistiche |
| Stagione        | Squadra             | Competizione    | Pres.   | Titol.  | Minuti  | Tiri da 2        | Tiri da 3        | Liberi           | Rimb.             | Assist            | Rubate            | Stopp.            | Punti             |
| --------------- | ------------------- | --------------- | ------- | ------- | ------- | ---------------- | ---------------- | ---------------- | ----------------- | ----------------- | ----------------- | ----------------- | ----------------- |
| 2017            | New Basket Brindisi | Coppa Italia    | 1       | 0       | 22      | 0/1              | 1/1              | 2/2              | 7                 | 1                 | 4                 | 0                 | 5                 |
| Totale carriera | Totale carriera     | Totale carriera | 1       | 0       | 22      | 0/1              | 1/1              | 2/2              | 7                 | 1                 | 4                 | 0                 | 5                 |